# Ратково
Ратково (серб. Ратково) — село в Сербії, належить до общини Оджаці Західно-Бацького округу в багатоетнічному, автономному краю Воєводина.

## Населення
Населення села становить 3411 осіб (2002, перепис), з них:
- серби — 3760 — 91,30 %;
- чорногорці — 26 — 1,50 %;
- югослави — 43 — 1,04 %;
- словаки — 39 — 0,94 %;
- мадяри — 39 — 0,94 %;

Решту жителів  — з десяток різних етносів, зокрема: македонці, роми, бунєвці, німці і навіть кілька русинів-українців.